# Nangaoya
Nangaoya (kinesiska: 南高崖, 南高崖乡) är en socken i Kina. Den ligger i provinsen Shanxi, i den norra delen av landet, omkring 310 kilometer nordost om provinshuvudstaden Taiyuan. Antalet invånare är 6 588. Befolkningen består av 3 372 kvinnor och 3 216 män. Barn under 15 år utgör 13,0 %, vuxna 15-64 år 74 %, och äldre över 65 år 11,0 %.
Genomsnittlig årsnederbörd är 599 millimeter. Den regnigaste månaden är juli, med i genomsnitt 154 mm nederbörd, och den torraste är januari, med 3 mm nederbörd.